# Георгий Тушкан
Георгий Тушкан (Георгий Павлович Тушкан) е руски писател, автор на приключенски и фантастични произведения. Най-известният му приключенски роман „Джура“ е издаден през 1940 година и е преведен на десетки езици. Заради него Тушкан е наречен от англоезичната критика „съветския Фенимор Купър“.

## Биография
Георгий Павлович Тушкан е роден в град Полтава, Украйна в семейстство на агроном. Завършва на образованието си в Харковския институт по зърнени култури през 1929 г. Работи в Украинския научноизследователски институт по икономика и организация на селското стопанство. Участва в изследователски експедиции по трасето на Турксиб, няколко години работи във високопланинска станция в Памир. След това пътешества много из Средна Азия. През 1937 г. съвместно с М. П. Лоскутов написва книгата „Синият бряг“. През 1940 г. издава най-добрия си роман „Джура“, който му донася и международна известност.
Участник във Великата отечествена война. Заминава като доброволец на фронта през 1941 година, където е тежко ранен. В края на военната си служба е помощник на началника на щаба на 52-ра армия.
Занимава се в издирването на бази с германскоо ракетно оръжие. Този период от армейската служба на писателя намира отражение в книгата му „Ловци на „Фау“, която излиза през 1961 г.
В следвоенните години се връща към литературна дейност. Пътешества много из Съветския съюз и в чужбина – Ливан, Египет, Белгия, Франция, Гърция, Италия, Турция, САЩ и др. През 1963 г. излиза романът „Приятелите и враговете на Анатолий Русаков“ за борбата с престъпността. Последният му роман „Първият изстрел“ за събитията през Гражданската война в Крим е издаден след смъртта на автора през 1967 г.

## Екранизации
- „Джура“ – приключенски филм, СССР, 1964 г. – режисьор Адолф Бергункер, в главната роля Муратбек Раскулов